# Leptopelis occidentalis
Leptopelis occidentalis är en groddjursart som beskrevs av Schiøtz 1967. Leptopelis occidentalis ingår i släktet Leptopelis och familjen Arthroleptidae. IUCN kategoriserar arten globalt som nära hotad. Inga underarter finns listade i Catalogue of Life.